# Ászár-Neszmély
Ászár-Neszmély est une région viticole hongroise située dans le comitat de Komárom-Esztergom. Les deux vins produits dans la région sont le Neszmélyi Chardonnay et le Neszmélyi Fűszeres Tramini.